# Peperomia pseudoestrellensis
Peperomia pseudoestrellensis é uma espécie de planta do gênero Peperomia e da família Piperaceae. 

## Taxonomia
A espécie foi descrita em 1898 por Casimir de Candolle. 
O seguinte sinônimo já foi catalogado:  
- Peperomia tenuissima  C.DC.

## Forma de vida
É uma espécie epífita, terrícola e herbácea. 

## Descrição
A espécie forma ervas com cerca de 5cm, epífitas, estoloníferas, decumbentes, ramos 1-2mm de diâmetro, sulcados, crespo-pubescentes. Ela tem folhas alternas, membranáceas, pubescente; pecíolos de 0,1-1,5cm, pubescentes; lâminas de 0,9-1,5x0,35-0,5cm, lanceoladas ou elípticas, ápice obtuso-emarginado, base não peltada, aguda, margem ciliada; nervação acródroma, nervuras 3. Espigas de 1-1,2x0,05-0,1cm, terminais; pedúnculos de 0,4-1cm, pubescentes; brácteas ausentes; ráquis verrucosas; bractéolas orbiculares, glabras; flores esparsas. Frutos 0,1-0,2mm, elípticos, base sem estípite, pseudocúpula basal, não mamiformes, estigma apical.   
| Caule            | Caule                 |
| ---------------- | --------------------- |
| crescimento      | ereto/decumbente      |
| tricoma          | presente              |
| forma            | cilíndrico            |
| Folha            |                       |
| filotaxia        | alterna               |
| tricoma          | presente em amba face |
| glândula         | inconspícua           |
| consistência     | membranácea           |
| forma            | elíptica/lanceolada   |
| base             | aguda                 |
| ápice            | obtuso/emarginado     |
| nervação         | acródroma             |
| margem           | com tricoma           |
| Inflorescência   |                       |
| tipo             | espiga                |
| raque            | lisa                  |
| raque            | glabra                |
| Fruto            |                       |
| forma            | elíptico              |
| ápice            | agudo                 |
| pseudo cúpula    | presente              |
| pedicelo         | ausente               |
| posição na raque | inserido              |

## Conservação
A espécie faz parte da Lista Vermelha das espécies ameaçadas do estado do Espírito Santo, no sudeste do Brasil. A lista foi publicada em 13 de junho de 2005 por intermédio do decreto estadual nº 1.499-R. 

## Distribuição
A espécie é encontrada nos estados brasileiros de Bahia, Espírito Santo, Minas Gerais, Paraná, Rio de Janeiro, Santa Catarina e São Paulo. 
A espécie é encontrada no domínio fitogeográfico de Mata Atlântica, em regiões com vegetação de floresta ombrófila pluvial.